# Saint-Géraud-de-Corps
Saint-Géraud-de-Corps är en kommun i departementet Dordogne i regionen Nouvelle-Aquitaine i sydvästra Frankrike. Kommunen ligger i kantonen Villefranche-de-Lonchat som tillhör arrondissementet Bergerac. År 2022 hade Saint-Géraud-de-Corps 207 invånare.

## Befolkningsutveckling
Antalet invånare i kommunen Saint-Géraud-de-Corps
Referens:INSEE